# Barichneumon mitra
Barichneumon mitra là một loài tò vò trong họ Ichneumonidae.